# Chauliognathus kershawi
Chauliognathus kershawi is een keversoort uit de familie soldaatjes (Cantharidae). De wetenschappelijke naam van de soort werd in 1909 gepubliceerd door Arthur Mills Lea.